# Рау Алб де Жос (Дамбовица)
Рау Алб де Жос (рум. Râu Alb de Jos) насеље је у Румунији у округу Дамбовица у општини Рау Алб. Oпштина се налази на надморској висини од 492 m.

## Становништво
Према подацима из 2002. године у насељу је живело 1128 становника, од којих су сви румунске националности.